# Gary Halpin
Garrett Francis Halpin, detto Gary (Dublino, 14 febbraio 1966 – 22 febbraio 2021), è stato un martellista e rugbista a 15 irlandese, che prese parte nel ruolo di pilone a due edizioni della Coppa del Mondo di rugby nel 1991 e nel 1995, e da martellista ai mondiali di atletica leggera 1987.

## Biografia
Gary Halpin si formò scolasticamente a Dublino e successivamente a New York presso il Manhattan College.
Lì praticò atletica pesante (lancio del martello) realizzando il record universitario e, successivamente, lanciando a 63,68 in rappresentanza dell'Irlanda al campionato mondiale di atletica 1987 a Roma.
Tornato in Europa, entrò nei London Irish con i quali, nel 1996, fu protagonista di un curioso contrattempo: durante un incontro di Coppa Anglo-Gallese contro il Leicester Halpin dovette uscire dal campo per chiedere a una persona dello staff tecnico di spostare la sua vettura, parcheggiata di fronte all'ingresso dello stadio a causa del suo arrivo in ritardo, per lasciar passare un'autoambulanza; nel 1998 passò agli Harlequins.
Passò infine alla formazione provinciale irlandese del Leinster, in cui rimase fino al 2001, anno di fine attività.
Debuttante in Nazionale irlandese nel 1990 (contro l'Inghilterra nel Cinque Nazioni di quell'anno), prese parte alla Coppa del Mondo di rugby 1991 nel Regno Unito e successivamente anche a quella del 1995 in Sudafrica; dopo il ritiro è divenuto insegnante e allenatore giovanile di rugby a Reading, nel Berkshire. È morto il 22 febbraio 2021.